# 王世積
王世積（?—?），闡熙新囶人，王雅之子。
北周時以功拜上開府儀同三司，开皇九年（589年），隨楊廣滅陳，王世积军由蕲春（今湖北蕲春北）攻蕲口（今蕲春西南），大败陈将纪填，陳國人民大量向隋军投降，以功进位上开府，赐奴婢六十口。入隋後任凉州总管，官拜上柱国，日後王世积从此嗜酒如命，不参与政事。开皇十八年，親信皇甫孝諧犯罪，逃到王世积处，世積拒絕收留他。皇甫孝谐被發配桂州，臨行前檢舉王世積陰謀叛變，文帝下令斬殺王世積。

## 延伸阅读
[在维基数据编辑]
 《隋書·卷40》，出自魏徵《隋书》